# Anisomysis extranea
Anisomysis extranea är en kräftdjursart som beskrevs av Murano 1995. Anisomysis extranea ingår i släktet Anisomysis och familjen Mysidae. Inga underarter finns listade i Catalogue of Life.